# DDR-Meister
DDR-Meister war die Bezeichnung für den Sieger in der Mannschafts- oder Einzelwertung der höchsten nationalen Vergleichskämpfe einer Wettkampfdisziplin in der Deutschen Demokratischen Republik (abgekürzt: DDR). Der Wettbewerb zur Ermittlung des DDR-Meisters war die DDR-Meisterschaft.
Ausrichter der sportlichen Wettkämpfe waren die Sportfachverbände der DDR. Der Titel wurde zumeist jährlich und nach Geschlechtern getrennt vergeben. Die Bezeichnung DDR-Meister wurde aber auch für Wettbewerbe, die nicht sportliche Wettkämpfe waren, verwendet. Mannschaftswettbewerbe (außer solchen in Einzeldisziplinen wie z. B. Schwimm- oder Leichtathletikstaffeln) wurden im Ligamodus, Einzelwettbewerbe als einzelne Wettkämpfe ausgetragen.
In der Zeit der deutschen Teilung nahmen die Sportvereine der Bundesrepublik Deutschland an den deutschen Meisterschaften teil. Nach dem Grundgesetz hätten daran auch die Sportler aus der DDR als Deutsche teilnehmen können, praktisch war das ausgeschlossen.
Folgende DDR-Meisterschaften gab es (Auswahl):
- DDR-Meisterschaft im Badminton,
- DDR-Meisterschaften im Bahnradsport,
- DDR-Meisterschaften im Basketball der Männer und der Frauen,
- Biathlon,
- DDR-Meisterschaft im Bogenschießen,
- Boxen,
- Eishockey,
- DDR-Meisterschaften im Eiskunstlauf,
- Eisschnelllauf,
- Endurosport,
- Faustball,
- Fechten,
- Fußball,
- Gewichtheben,
- DDR-Meisterschaften im Handball der Männer und der Frauen,
- DDR-Hockeymeister,
- Judo,
- Kanu,
- Leichtathletik,
- Motorrad-Straßenmeisterschaft der DDR,
- Nordische Kombination,
- DDR-Orientierungslauf-Meisterschaft,
- Rennrodeln,
- Ringen,
- DDR-Meisterschaft im Rollhockey,
- Rudern,
- Schach im Einzel- und Mannschaftswettkampf,
- DDR-Meisterschaften im Schwimmen,
- Segeln,
- Ski Alpin,
- Skilanglauf,
- Skispringen,
- Sportschießen,
- Tennis,
- Tischtennis,
- Turnen,
- Volleyball,
- Wasserball und
- DDR-Meisterschaft im Wasserski.

Neben den DDR-Meisterschaften gab es die DDR-Bestenermittlungen, z. B. im Frauenfußball oder im Eishockey.